# Borolia subrosea
Borolia subrosea är en fjärilsart som beskrevs av Matsumura 1926. Borolia subrosea ingår i släktet Borolia och familjen nattflyn. Inga underarter finns listade i Catalogue of Life.